# Gennaro Gattuso
Gennaro Ivan "Rino" Gattuso (Corigliano Calabro, Calàbria, 9 de gener de 1978) és un exfutbolista italià. Actualment és entrenador del HNK Hajduk Split.

## Biografia
Gattuso va començar jugant al futbol i al rugbi, però es va decantar pel primer, seguint els passos del seu pare, futbolista de la quarta divisió italiana.
Va començar jugant a les categories inferiors del Perugia Calcio i ben aviat va demostrar una gran capacitat defensiva i tàctica al centre del camp. El 22 de desembre de 1996 va debutar a la Serie A, amb només disset anys, contra el Bologna FC. Va debutar amb la Selecció sub-18 i va guanyar el campionat juvenil italià. Amb 19 anys, i deu partits a la Serie A, va fitxar pel Glasgow Rangers de la Premier League Escocesa.
Amb Walter Smith com a entrenador, va jugar habitualment al centre del camp, aprenent l'estil de joc dur del futbol escocès, esdevenint un migcampista de contenció amb molt contacte físic amb els rivals. Amb la marxa de l'entrenador britànic al Everton FC, i l'arribada de Dick Advocaat a la banqueta, Gattuso va començar a jugar de defensa, posició a la que no es va saber adaptar. Després d'aquesta temporada, va tornar a la Serie A italiana, fitxant pel Salernitana.
Amb l'esquadra italiana va jugar 25 partits, esdevenint un jugador clau a l'eix del camp. L'equip grana va lluitar fins al darrer moment la permanència a la primera divisió italiana però no ho va aconseguir per tan sols un punt.
A l'agenda dels grans equips italians, el jove jugador va fitxar per l'AC Milan, on va aconseguir la titularitat, jugant 22 partits i marcant un gol durant la seva primera temporada. A l'equip llombard va guanyar la Lliga de Campions contra la Juventus de Torí i la Coppa Italia davant l'AS Roma.
També va aconseguir la titularitat a la Selecció nacional, aconseguint guanyar la Copa del Món del 2006 a Alemanya. A l'any següent amb el seu club també va guanyar la Lliga de Campions i el Campionat del Món de Clubs.
El divendres 11 de maig de 2012, Gattuso va anunciar que deixava l'AC Milan a final d'aquella temporada.

## Palmarès

### Com a jugador

#### Campionats nacionals
| Títol                        | Club            | País    | Any         |
| ---------------------------- | --------------- | ------- | ----------- |
| Scottish Premier League      | Glasgow Rangers | Escòcia | 1997        |
| Copa de la Lliga             | Glasgow Rangers | Escòcia | 1998        |
| Coppa Italia                 | AC Milan        | Itàlia  | 2002 - 2003 |
| Serie A                      | AC Milan        | Itàlia  | 2003-04     |
| Supercopa italiana de futbol | AC Milan        | Itàlia  | 2004        |
| Serie A                      | AC Milan        | Itàlia  | 2010-11     |
| Supercopa italiana de futbol | AC Milan        | Itàlia  | 2011        |

#### Copes internacionals
| Títol                                | Equip (*) | País   | Any       |
| ------------------------------------ | --------- | ------ | --------- |
| Eurocopa sub-21                      | Itàlia    | Itàlia | 2000      |
| Lliga de Campions de la UEFA         | AC Milan  | Itàlia | 2002-2003 |
| Supercopa d'Europa de futbol         | AC Milan  | Itàlia | 2003      |
| Copa del Món de Futbol               | Itàlia    | Itàlia | 2006      |
| Lliga de Campions de la UEFA         | AC Milan  | Itàlia | 2006-2007 |
| Supercopa d'Europa de futbol         | AC Milan  | Itàlia | 2007      |
| Campionat del Món de Clubs de futbol | AC Milan  | Itàlia | 2007      |

(*) Incluint la Selecció

### Com a entrenador

#### Campionats nacionals
| Títol        | Club       | País   | Any         |
| ------------ | ---------- | ------ | ----------- |
| Coppa Italia | SSC Napoli | Itàlia | 2019 - 2020 |

### Premis individuals
| Premi                                        | Any  |
| -------------------------------------------- | ---- |
| Inclòs a l'Equip de les Estrelles Mastercard | 2006 |
| Ordre al mèrit de la República Italiana      | 2006 |

## Estadístiques

### Partits jugats i gols per club
A 23 de desembre del 2007
| Temporada     | Equip           | Campionat      | Campionat | Campionat | Coppa Italia | Coppa Italia | Coppa Italia | Lliga de Campions | Lliga de Campions | Lliga de Campions | Altres competicions                                      | Altres competicions | Altres competicions | Total   | Total |
| Temporada     | Equip           | Comp           | Partits   | Gols      | Comp         | Partits      | Gols         | Comp              | Partits           | Gols              | Comp                                                     | Partits             | Gols                | Partits | Gols  |
| ------------- | --------------- | -------------- | --------- | --------- | ------------ | ------------ | ------------ | ----------------- | ----------------- | ----------------- | -------------------------------------------------------- | ------------------- | ------------------- | ------- | ----- |
| 1994/95       | Perugia Calcio  | Serie A        | 0         | 0         | -            | -            | -            | -                 | -                 | -                 | -                                                        | -                   | -                   | 0       | 0     |
| 1995/96       | Perugia Calcio  | Serie B        | 2         | 0         | -            | -            | -            | -                 | -                 | -                 | -                                                        | -                   | -                   | 2       | 0     |
| 1996/97       | Perugia Calcio  | Serie A        | 8         | 0         | -            | -            | -            | -                 | -                 | -                 | -                                                        | -                   | -                   | 8       | 0     |
| Total Perugia | Total Perugia   | Total Perugia  | 10        | 0         |              | -            | -            |                   | -                 | -                 |                                                          | -                   | -                   | 10      | 0     |
| 1997/98       | Glasgow Rangers | Premier League | 36        | 7         | -            | -            | -            | -                 | -                 | -                 | -                                                        | -                   | -                   | 36      | 7     |
| 1998/oct. 98  | Glasgow Rangers | Premier League | 4         | 0         | -            | -            | -            | UEFA              | 5                 | 1                 | -                                                        | -                   | -                   | 9       | 1     |
| Total Rangers | Total Rangers   | Total Rangers  | 40        | 7         |              | -            | -            |                   | 5                 | 1                 |                                                          | -                   | -                   | 45      | 8     |
| oct. 1998/99  | Salernitana     | Serie A        | 25        | 0         | -            | -            | -            | -                 | -                 | -                 | -                                                        | -                   | -                   | 25      | 0     |
| 1999/00       | Milan           | Serie A        | 22        | 1         | Coppa Italia | 1            | 0            | Lliga de Campions | 5                 | 0                 | -                                                        | -                   | -                   | 28      | 1     |
| 2000/01       | Milan           | Serie A        | 24        | 0         | Coppa Italia | 2            | 0            | Lliga de Campions | 10                | 0                 | -                                                        | -                   | -                   | 36      | 0     |
| 2001/02       | Milan           | Serie A        | 32        | 0         | Coppa Italia | 5            | 0            | UEFA              | 10                | 0                 | -                                                        | -                   | -                   | 47      | 0     |
| 2002/03       | Milan           | Serie A        | 25        | 0         | Coppa Italia | 3            | 0            | Lliga de Campions | 14                | 0                 | -                                                        | -                   | -                   | 42      | 0     |
| 2003/04       | Milan           | Serie A        | 33        | 1         | Coppa Italia | 2            | 0            | Lliga de Campions | 7                 | 1                 | Supercopa d'Itàlia +Supercopa d'Europa +Intercontinental | 1+1+1               | 0                   | 45      | 2     |
| 2004/05       | Milan           | Serie A        | 32        | 0         | Coppa Italia | 2            | 0            | Lliga de Campions | 11                | 0                 | Supercopa d'Itàlia                                       | 1                   | 0                   | 46      | 0     |
| 2005/06       | Milan           | Serie A        | 35        | 3         | Coppa Italia | 3            | 0            | Lliga de Campions | 11                | 0                 | -                                                        | -                   | -                   | 49      | 3     |
| 2006/07       | Milan           | Serie A        | 30        | 1         | Coppa Italia | 4            | 0            | Lliga de Campions | 13                | 0                 | -                                                        | -                   | -                   | 47      | 1     |
| 2007/08       | Milan           | Serie A        | 31        | 1         | Coppa Italia | 1            | 0            | Lliga de Campions | 9                 | 0                 | Supercopa d'Europa +Copa del Món                         | 1+2                 | 0                   | 44      | 1     |
| 2008/09       | Milan           | Serie A        | -         | -         | Coppa Italia | -            | -            | Lliga de Campions | -                 | -                 | Altres competicions                                      | -                   | -                   | -       | -     |
| Total Milan   | Total Milan     | Total Milan    | 264       | 7         |              | 23           | 0            |                   | 90                | 1                 |                                                          | 7                   | 0                   | 384     | 8     |
| Carrera       | Carrera         | Carrera        | 339       | 14        |              | 23           | 0            |                   | 95                | 2                 |                                                          | 7                   | 0                   | 464     | 16    |